# Constitution de la Transnistrie
Lire en ligne

Consulter

La Constitution de la Transnistrie est la loi fondamentale de la Transnistrie. Elle a été adoptée lors d'un référendum national organisé le 24 décembre 1995 et promulguée par le président de Transnistrie le 17 janvier 1996. 

## Compléments